# 一排钓鱼人 (卢梭)

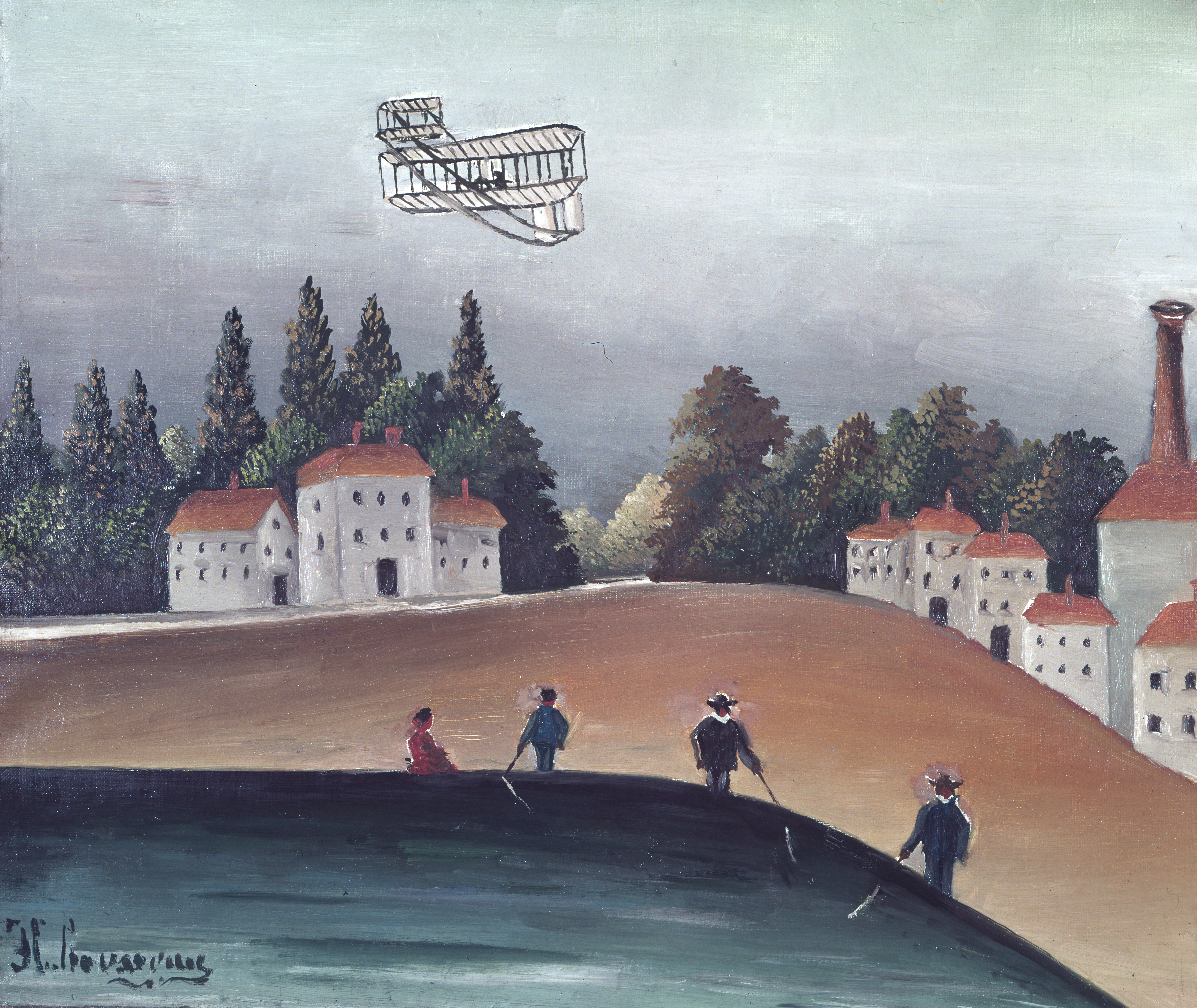

Les Pêcheurs à la ligne （Les Pêcheurs à la ligne）是法国画家亨利·卢梭的一幅风景油画，绘于1908-1909年。这是一幅素人艺术作品，画面描绘一排捕鱼人在河中钓鱼，后面是一片住宅，天空飞过固定翼飞机。现藏于巴黎橘园美术馆。